# Джо Хил
Джоузеф Хилстром Кинг (на английски: Joseph Hillstrom King), по-известен под псевдонима Джо Хил (на английски: Joe Hill), е американски писател.

## Биография и творчество
Джо Хил е роден на 4 юни 1972 г. в Бангор, Мейн, второ дете на Табита и Стивън Кинг. Израснал е в Бангор, Мейн. По-малкият му брат, Оуен Кинг, също е писател. Хил има трима сина.
Публикувал е три романа – „Heart-Shaped Box“ (Кутия с форма на сърце, 2007 – преведена на български), „Horns“ (Рога", 2010 – преведена на български) и NOS4A2 (2013), а също така и сборник с къси разкази, озаглавен 20th Century Ghosts. Джо Хил е автор и на поредицата комикси Locke & Key.
Когато Хил започва да пише, е наясно с факта, че ще започнат сравнения между неговото творчество и това на баща му, Стивън – един от най-продаваните и най-признатите писатели в наше време. Затова избира да използва съкратена форма на името си през 1997, поради желанието си да постигне успех заради качествата си на писател, а не заради факта, че е син на Стивън Кинг. Самият Стивън Кинг е използвал псевдонима Ричард Бакман, след като вече се е утвърдил като писател, обяснявайки по-късно в есето си „Защо бях Бакман“, че е чувствал, че иска да знае дали ще може да повтори отново успеха си, заради качествата си на писател. Джо Хил избира същия подход. Макар и вече много читатели и критици да са наясно с връзката между Стивън Кинг и Джо Хил, неговата белетристика е широко възхвалявана и голяма част от критиците разглеждат творчеството му обективно и без предразсъдъци.

## Произведения

### Самостоятелни романи
- Heart-Shaped Box (2007)
Кутия с форма на сърце, изд.: „Сиела“, София (2007), прев. Богдан Русев
- Horns (2009)
Рога, изд.: „Изток-Запад“, София (2013), прев. Светлана Комогорова-Комата
- NOS4A2 (2013) – издаден и като „NOS4R2“
Носферату, изд.: ИК „Ибис“, София (2019), прев. Стефан Георгиев
- The Fireman (2016)
Пожарникаря, изд.: ИК „Ибис“, София (2017), прев. Коста Сивов

### Серия „Локи и ключа“ (Locke & Key) – графични хорър романи с Габриел Родригес
1. Locke & Key (2008) – издаден и като „Welcome to Lovecraft“
2. Head Games (2009)
3. Crown of Shadows (2009)
4. Keys to the Kingdom (2011)
5. Clockworks (2012)
6. Alpha & Omega (2014)
7. Small World (2016)